# Siphoneugena guilfoyleiana
Siphoneugena guilfoyleiana är en myrtenväxtart som beskrevs av Carolyn Elinore Barnes Proença. Siphoneugena guilfoyleiana ingår i släktet Siphoneugena och familjen myrtenväxter. Inga underarter finns listade i Catalogue of Life.